# Agave angustifolia
Espèce
Classification phylogénétique
Agave angustifolia est une petite espèce d'Agave en forme de boule. Elle est partie de la famille des Agavaceae.
Elle est appelée choka baïonnette à La Réunion.